# I liga urugwajska w piłce nożnej (1984)
- Mistrz Urugwaju 1984: Central Español Montevideo
- Wicemistrz Urugwaju 1984: CA Peñarol
- Copa Libertadores 1985: CA Peñarol (zwycięzca turnieju Liguilla Pre-Libertadores), CA Bella Vista (zwycięzca w barażu nad mistrzem Urugwaju)
- Spadek do drugiej ligi: Miramar Montevideo
- Awans z drugiej ligi: River Plate Montevideo

Mistrzostwa Urugwaju w roku 1984 były mistrzostwami rozgrywanymi według systemu, w którym wszystkie kluby rozgrywały ze sobą mecze każdy z każdym u siebie i na wyjeździe, a o tytule mistrza i dalszej kolejności decydowała końcowa tabela. Miejsce w końcowej tabeli mistrzostw nie decydowało o prawie gry w międzynarodowych pucharach – o tym zadecydował oddzielny turniej zwany Liguilla Pre-Libertadores, rozegrany na koniec sezonu. Najlepszy klub w tym turnieju uzyskał prawo gry w Copa Libertadores 1985, a drugi musiał stoczyć pojedynek barażowy z mistrzem Urugwaju.

## Primera División

### Końcowa tabela sezonu 1984
| Poz | Klub                       | Mecze | Zw | Rem | Por | Pkt | BrZd | BrStr |
| --- | -------------------------- | ----- | -- | --- | --- | --- | ---- | ----- |
| 1   | Central Español Montevideo | 24    | 13 | 9   | 2   | 35  | 39   | 17    |
| 2   | CA Peñarol                 | 24    | 11 | 12  | 1   | 34  | 47   | 23    |
| 3   | Club Nacional de Football  | 24    | 11 | 10  | 3   | 32  | 44   | 25    |
| 4   | Danubio FC                 | 24    | 12 | 7   | 5   | 31  | 35   | 22    |
| 5   | CA Bella Vista             | 24    | 10 | 7   | 7   | 27  | 25   | 29    |
| 6   | Montevideo Wanderers       | 24    | 10 | 6   | 8   | 26  | 37   | 30    |
| 7   | Defensor Sporting          | 24    | 9  | 6   | 9   | 24  | 27   | 26    |
| 8   | Rampla Juniors             | 24    | 6  | 12  | 6   | 24  | 28   | 28    |
| 9   | Progreso Montevideo        | 24    | 4  | 10  | 10  | 18  | 23   | 35    |
| 10  | Huracán Buceo Montevideo   | 24    | 4  | 10  | 10  | 18  | 15   | 29    |
| 11  | Sud América Montevideo     | 24    | 5  | 7   | 12  | 17  | 27   | 42    |
| 12  | CA Cerro                   | 24    | 2  | 11  | 11  | 15  | 15   | 38    |
| 13  | Miramar Montevideo         | 24    | 3  | 5   | 16  | 11  | 16   | 34    |

### Klasyfikacja strzelców bramek
| Gole | Piłkarz         | Klub                       |
| ---- | --------------- | -------------------------- |
| 18   | José Villarreal | Central Español Montevideo |

## Liguilla Pre-Libertadores 1984

### Tabela końcowa Liguilla Pre-Libertadores 1984
| Poz | Klub                       | Mecze | Zw | Rem | Por | Pkt | BrZd | BrStr |
| --- | -------------------------- | ----- | -- | --- | --- | --- | ---- | ----- |
| 1   | CA Peñarol                 | 5     | 3  | 2   | 0   | 8   | 8    | 3     |
| 2   | CA Bella Vista             | 5     | 3  | 2   | 0   | 8   | 7    | 2     |
| 3   | Club Nacional de Football  | 5     | 3  | 1   | 1   | 7   | 10   | 3     |
| 4   | Central Español Montevideo | 5     | 1  | 2   | 2   | 4   | 5    | 6     |
| 5   | Danubio FC                 | 5     | 1  | 0   | 4   | 2   | 2    | 7     |
| 6   | Defensor Sporting          | 5     | 0  | 1   | 4   | 1   | 2    | 13    |

Z powodu równej liczby punktów dwóch pierwszych w tabeli drużyn rozegrano baraż o zwycięstwo w turnieju dające prawo gry w Copa Libertadores 1985.
| Mecz                                             |
| ------------------------------------------------ |
| CA Peñarol – CA Bella Vista 2:2 (dog), karne 5:3 |

### Baraż
Drugi zespół w tabeli Liguilla Pre-Libertadores CA Bella Vista stoczył pojedynek barażowy dający prawo gry w Copa Libertadores 1985 z mistrzem Urugwaju Central Español Montevideo.
| Mecz                                            |
| ----------------------------------------------- |
| CA Bella Vista – Central Español Montevideo 1:0 |